# Elecciones parlamentarias de Nepal de 2022
El 20 de noviembre de 2022 se celebraron elecciones generales en Nepal para elegir a los 275 miembros de la Cámara de Representantes. Hubo dos papeletas en la elección; uno para elegir a 165 miembros de distritos electorales uninominales a través de escrutinio mayoritario uninominal, y el otro para elegir a los 110 miembros restantes de un distrito electoral único a nivel nacional a través de representación proporcional de listas de partidos.
La elección se llevó a cabo junto con las elecciones provinciales para las siete asambleas provinciales.

## Antecedentes
La quinta Cámara de Representantes elegida en 2017 tuvo un mandato de cinco años que finalizó en marzo de 2023. En mayo de 2018, los partidos Partido Comunista de Nepal (Marxista-Leninista Unificado) y Partido Comunista de Nepal (Centro Maoísta) se fusionaron para formar el Partido Comunista de Nepal. La fusión entre los dos socios de la coalición elevó su fuerza total en la Cámara de Representantes a 174. Los líderes de los dos partidos llegaron a un acuerdo para compartir el cargo de Primer Ministro con el presidente del CPN (Marxista-Leninista Unificado), Khadga Prasad Oli, y entregó el cargo al presidente del CPN (Centro Maoísta), Pushpa Kamal Dahal, después de dos años y medio. El 20 de noviembre de 2019, los dos líderes acordaron dejar que Oli completara su mandato completo como primer ministro. En una reunión de la secretaría del Partido Comunista de Nepal el 14 de noviembre de 2020, Dahal presentó un documento político que acusaba a Oli de no seguir las órdenes del partido y de ser individualista. En respuesta a Dahal, Oli rechazó las acusaciones de Dahal y presentó su propio documento político que acusaba a Dahal de no dejar que Oli dirigiera el gobierno. Mientras continuaban los conflictos dentro del partido, Oli solicitó a la presidenta Bidhya Devi Bhandari que disolviera la Cámara de Representantes el 20 de diciembre de 2020, ya que se estaba preparando una moción de censura en su contra. En protesta por la decisión de Oli, siete ministros del gabinete renunciaron.
La Cámara fue restablecida el 23 de febrero de 2021, pero el 7 de marzo de 2021, mediante una decisión separada, la Corte Suprema anuló la decisión de la Comisión Electoral de otorgar el nombre de Partido Comunista de Nepal al partido creado por la fusión del PCN (Marxista-leninista unificado) y PCN (Centro Maoísta), y los colocó en su estado anterior a la fusión. El CPN (Centro Maoísta) retiró su apoyo al gobierno el 5 de mayo de 2021 y Oli no logró obtener un voto de confianza mientras una facción de su propio partido boicoteaba la votación.
El 13 de mayo de 2021, Oli fue nombrado Primer Ministro de la minoría como líder del partido en el parlamento con el mayor número de escaños. En lugar de retomar un voto de confianza, Oli inició el proceso de formación de gobierno a través de la disposición del Artículo 76(5), que actualmente está siendo impugnada en la Corte Suprema. Sher Bahadur Deuba reclamó el apoyo firmado de 149 diputados, incluidos 26 del PCN (Marxista-Leninista Unificado) y 13 del Partido Socialista Popular de Nepal. Oli reclamó el apoyo de todos los diputados del PCN (UML) y del Partido Socialista Popular de Nepal. El presidente Bhandari decidió el 22 de mayo de 2021 que ambas afirmaciones eran inadecuadas y anunció la disolución de House, lo que generó una oposición generalizada. El 12 de julio de 2021, el Tribunal Supremo declaró inválida la disolución del parlamento y ordenó el nombramiento de Deuba como Primer Ministro, de conformidad con el artículo 76 (5), al presentar 149 firmas al Presidente, que es una mayoría de 271 miembros presentes en la casa.

## Calendario
Las fechas clave se enumeran a continuación:
| 4 de agosto      | Último día para inscribirse para estar en el padrón electoral              |
| 4 de agosto      | Gabinete anuncia fecha de elecciones                                       |
| 16 de agosto     | Último día para el registro de partidos en la Comisión Electoral           |
| 17 de septiembre | Finaliza el mandato de la Legislatura parlamentaria                        |
| 19 de septiembre | Partes presentan lista preliminar cerrada para representación proporcional |
| 28 de septiembre | Comienza el código de conducta electoral                                   |
| 9 de octubre     | Nominación de candidato para primer paso del puesto                        |
| 26 de octubre    | Lista cerrada para representación proporcional finalizada y publicada      |
| 20 de noviembre  | Día de las elecciones                                                      |
| Por determinar   | Resultado final anunciado y presentado al presidente                       |

## Sistema electoral
Los 275 miembros de la legislatura son elegidos por dos métodos; 165 son elegidos de distritos electorales uninominales por mayoría absoluta y 110 escaños son elegidos por representación proporcional de lista cerrada de un distrito electoral nacional único. Los votantes reciben papeletas separadas para los dos métodos. Un partido o alianza electoral tiene que pasar el umbral de elección del 3% del total de votos válidos para que se le asigne un escaño en el voto proporcional.
Nepal utiliza el método Sainte-Laguë para asignar escaños proporcionales. Por lo general, los divisores de este sistema incluyen todos los números impares (1, 3, 5, 7. . . ). Pero en Nepal, el primer divisor es 1,4, en lugar de 1. Esto tiene como objetivo dificultar que los partidos más pequeños obtengan un solo escaño "demasiado barato", ya que el sistema beneficia a los partidos más pequeños a expensas de los más grandes.
El voto está limitado a los ciudadanos nepalíes de 18 años o más en su sano juicio y que no hayan sido declarados inelegibles según las leyes federales de castigo y fraude electoral.

### Elegibilidad para votar
Para votar en las elecciones generales, uno debe ser: 
- Parte del padrón electoral
- Tener 18 años o más
- Ser ciudadano de Nepal
- No tener problemas mentales
- No ser declarado inelegible según las leyes federales de fraude electoral y castigo

## Posición previa de los partidos
| Fiesta  | Fiesta                                                    | Ideología                                                           | Elecciones 2017 | Elecciones 2017 | Elecciones 2017 | Escaños antes de la disolución |
| Fiesta  | Fiesta                                                    | Ideología                                                           | Votos (%)       | Votos (%)       | Asientos        | Escaños antes de la disolución |
| ------- | --------------------------------------------------------- | ------------------------------------------------------------------- | --------------- | --------------- | --------------- | ------------------------------ |
|         | Partido Comunista de Nepal (Marxista-Leninista Unificado) | Marxismo-leninismo Democracia popular multipartidista               | 30.68           | 30.68           | 121/275         | 94/275                         |
|         | Congreso Nepalí                                           | Socialdemocracia Tercera Vía                                        | 35.75           | 35.75           | 63/275          | 63/275                         |
|         | Partido Comunista de Nepal (Centro Maoísta)               | Prachandismo                                                        | 13.66           | 13.66           | 53/275          | 49/275                         |
|         | Partido Comunista de Nepal (Socialista Unificado)         | Marxismo-leninismo                                                  | Nuevo           | Nuevo           | Nuevo           | 25/275                         |
|         | Partido Socialista Popular                                | Socialismo democrático                                              | RJPN            | 4.95            | 17/275          | 16/275                         |
| FSFN    | Partido Socialista Popular                                | Socialismo democrático                                              | 4.93            | 16/275          |                 | 16/275                         |
| NSP     | Partido Socialista Popular                                | Socialismo democrático                                              | 0.86            | 1/275           |                 | 16/275                         |
|         | Partido Socialista Democrático                            | Socialdemocracia                                                    | Nuevo           | Nuevo           | Nuevo           | 13/275                         |
|         | Partido Socialista de Nepal                               | Socialdemocracia                                                    | Nuevo           | Nuevo           | Nuevo           | 5/275                          |
|         | Partido Nacional Democrático                              | Monarquismo constitucional Liberalismo económico nacionalismo hindú | PVP             | 2.06            | 1/275           | 1/275                          |
| PPR(D)  | Partido Nacional Democrático                              | Monarquismo constitucional Liberalismo económico nacionalismo hindú | 0.93            | 0/275           |                 | 1/275                          |
| URPP(N) | Partido Nacional Democrático                              | Monarquismo constitucional Liberalismo económico nacionalismo hindú | 0.30            | 0/275           |                 | 1/275                          |
|         | Partido Popular Progresista                               | Democracia social Agrarismo                                         | Nuevo           | Nuevo           | Nuevo           | 1/275                          |
|         | Frente Popular Nacional                                   | Antifederalismo Comunismo Marxismo-leninismo                        | 0,65            | 0,65            | 1/275           | 1/275                          |
|         | Partido de Trabajadores y Campesinos de Nepal             | Marxismo-leninismo Maoísmo Juche                                    | 0.59            | 0.59            | 1/275           | 1/275                          |
|         | Independiente                                             | —                                                                   | —               | —               | 1/275           | 1/275                          |

## Alianzas y partidos electorales

### Alianza de Cinco Partidos
El gobierno de coalición del Congreso Nepalí, CPN (Centro Maoísta), CPN (Socialista Unificado), Partido Popular Socialista y Frente Popular Nacional decidió formar una alianza para participar en las elecciones parlamentarias 2022. Más tarde, el 15 de agosto, el Partido Socialista de Nepal, dirigido por el ex primer ministro Baburam Bhattarai, decidió participar en las elecciones bajo el símbolo electoral del CPN (Centro Maoísta). El 9 de octubre, en la fecha límite de las nominaciones de candidatos, el Partido Socialista Popular se separó de la alianza decidió apoyar al Partido Socialista Democrático en 7 escaños. La alianza también apoyó a Ghanashyam Bhusal en Rupandehi 1 y Prabhu Sah en Rautahat 3, quienes se postularon como candidatos disidentes del CPN (UML) de los escaños asignados al CPN (Centro Maoísta). Después de que la Comisión Electoral desechara la candidatura de Raju Gurung del CPN (Socialista Unificado), la alianza decidió apoyar al candidato del Partido Nacional de Liberación Popular, Keshav Bahadur Thapa, en Rupandehi 2, excepto Rastriya Janamorcha, que decidió apoyar al candidato del Partido de los Trabajadores y los Campesinos de Nepal.
| Partido | Partido                                           | Símbolo           | Líder              | Asiento del líder | Disputados | Candidatos | Candidatas |
| ------- | ------------------------------------------------- | ----------------- | ------------------ | ----------------- | ---------- | ---------- | ---------- |
| 1.      | Congreso Nepalí                                   |                   | Sher Bahadur Deuba | Dadeldhura 1      | 91         | 86         | 5          |
| 2.      | Partido Comunista de Nepal (Centro Maoísta)       |                   | Pushpa Kamal Dahal | Gorka 2           | 46         | 38         | 8          |
| 3.      | Partido Socialista de Nepal                       | Baburam Bhattarai | ninguno            |                   | 46         | 38         | 8          |
| 4.      | Partido Comunista de Nepal (Socialista Unificado) |                   | Madhav Kumar Nepal | Rautahat 1        | 20         | 19         | 1          |
| 5.      | Partido Socialista Democrático de Nepal           |                   | Mahantha Thakur    | Mahottari 3       | 51         | 48         | 3          |
| 6.      | Frente Popular Nacional                           |                   | Chitra Bahadur KC  | Baglung 1         | 2          | 1          | 1          |
| Total   | Total                                             | Total             | Total              | Total             | 165        | 152        | 13         |

### CPN (UML) + Partido Socialista Popular
El CPN (UML) decidió apoyar al Partido Socialista Popular en 7 escaños el 9 de octubre de 2022. El CPN (UML) también decidió apoyar a los candidatos del Partido Nacional Democrático en Jhapa 5, Rupandehi 1 y Banke 2 y decidió presentar al presidente del Partido Rastriya Prajtantra Nepal, Kamal Thapa, en Makwanpur 1 bajo su símbolo electoral. El partido también apoyó al candidato disidente del Congreso Nepalí, Dinesh Koirala en Chitwan 3, Karna Bahadur Malla del Congreso Nepalí (BP) en Dadeldhura 1 y Hridayesh Tripathi del Partido Progresista del Pueblo en Parasi 1.
| Partido | Partido                                                   | Símbolo        | Líder              | Escaño del líder | Asientos disputados | Candidatos | Candidatas |
| ------- | --------------------------------------------------------- | -------------- | ------------------ | ---------------- | ------------------- | ---------- | ---------- |
| 1.      | Partido Comunista de Nepal (Marxista-Leninista Unificado) |                | KP Sharma Oli      | Japa 5           | 141                 | 130        | 11         |
| 2.      | Partido de la Familia de Nepal                            | Ek Nath Dhakal | Lista proporcional |                  | 141                 | 130        | 11         |
| 3.      | Partido Socialista Popular, Nepal                         |                | Upendra Yadav      | Saptari 2        | 79                  | 72         | 7          |
| Total   | Total                                                     | Total          | Total              |                  | 158                 | 147        | 11         |

### Otros Partidos
| Fiesta                      | Fiesta                                                | Símbolo                       | Líder                    | Asiento del líder  | Asientos disputados | Candidatos | Candidatas |
| --------------------------- | ----------------------------------------------------- | ----------------------------- | ------------------------ | ------------------ | ------------------- | ---------- | ---------- |
|                             | Partido Nacional Democrático                          |                               | Rajendra Prasad Lingden  | Jhapa 3            | 140                 | 132        | 8          |
|                             | Partido Democrático Nacional de Nepal                 |                               | Kamal Thapa              | Makawanpur 1       | 58                  | 52         | 6          |
|                             | Partido Nacional Independiente                        |                               | Rabí Lamichhane          | Chitwan 2          | 131                 | 119        | 12         |
|                             | Partido de los Trabajadores y los Campesinos de Nepal |                               | Hombre Narayan Bijukchhe | Ninguno            | 109                 | 97         | 12         |
|                             | Partido Janamat                                       | Janamat Party Election Symbol | CK Raut                  | Saptari 2          | 54                  | 52         | 2          |
|                             | Partido de las Libertades Civiles                     |                               | Resham Lal Chaudhary     | Ninguna            | 30                  | 27         | 3          |
|                             | Partido Progresista del Pueblo                        |                               | Hridayesh Tripathi       | Parasi 1           | 15                  | 14         | 1          |
|                             | Partido Común Discrecional                            |                               | Samikchya Baskota        | Ninguna            | 7                   | 7          | 0          |
|                             | Partido de las Madres de Nepal                        |                               | Ramesh Prasad Kharel     | Katmandú 1         | 9                   | 8          | 1          |
| Partido Nepal Naulo Janbadi | Ganga Lal Shrestha                                    | Kavrepalanchok 2              | 1                        | 1                  | 0                   |            |            |
| Partido Aama de Nepal       | Rom Lal Giri                                          | Lista proporcional            | 9                        | 6                  | 3                   |            |            |
| Partido del Buen Gobierno   | Punya Prasad Prasain                                  | Katmandú 2                    | 7                        | 7                  | 0                   |            |            |
|                             | Partido Democrático Terai-Madhes (Tamlopa)            |                               | Brikhesh Chandra Lal     | Mahottari 3        | 2                   | 2          | 0          |
|                             | Nuestro Partido Nepalí                                |                               | Anant Raj Ghimire        | Lista proporcional | 62                  | 58         | 4          |

## Resultados
| Partido                   | Partido                                                             | Proporcional | Proporcional | Proporcional | Uninominal | Uninominal | Uninominal | Total | +/-         |
| Partido                   | Partido                                                             | Votos        | %            | Escaños      | Votos      | %          | Escaños    | Total | +/-         |
| ------------------------- | ------------------------------------------------------------------- | ------------ | ------------ | ------------ | ---------- | ---------- | ---------- | ----- | ----------- |
|                           | Partido Comunista de Nepal (Marxista-Leninista Unificado) (CPN-UML) | 2.854.641    | 26,95        | 34           | 3.233.567  | 30,83      | 44         | 78    | 43          |
|                           | Congreso Nepalí (NC)                                                | 2.715.225    | 25,71        | 32           | 2.431.907  | 23,19      | 57         | 89    | 26          |
|                           | Partido Comunista de Nepal (Centro Maoísta) (CPN-M)                 | 1.175.684    | 11,13        | 14           | 982.826    | 9,37       | 18         | 32    | 21          |
|                           | Partido Nacional Independiente (RSP)                                | 1.130.344    | 10,70        | 13           | 815.023    | 7,77       | 7          | 20    | Nuevo       |
|                           | Partido Nacional Democrático (RPP)                                  | 588.849      | 5,58         | 7            | 549.340    | 5,24       | 7          | 14    | 13          |
|                           | Partido Socialista Popular, Nepal (PSP-N)                           | 421.313      | 3,99         | 5            | 379.337    | 3,62       | 7          | 12    | 22          |
|                           | Partido Janamat (JP)                                                | 394.655      | 3,74         | 5            | 292.554    | 2,79       | 1          | 6     | Nuevo       |
|                           | Partido Comunista de Nepal (Socialista Unificado) (CPN-US)          | 298.391      | 2,83         | -            | 436.020    | 4,16       | 10         | 10    | Nuevo       |
|                           | Partido de las Libertades Civiles (NUP)                             | 271.722      | 2,57         | -            | 172.205    | 1,64       | 3          | 3     | Nuevo       |
|                           | Partido Socialista Democrático (LSP)                                | 167.367      | 1,58         | -            | 169.692    | 1,62       | 4          | 4     | Nuevo       |
|                           | Partido de los Trabajadores y los Campesinos de Nepal (LWWP)        | 75.168       | 0,71         | -            | 71.567     | 0,68       | 1          | 1     | Sin cambios |
|                           | Nuestro Partido Nepalí (HNP)                                        | 55.743       | 0,53         | -            | 57.077     | 0,54       | -          | 0     | Sin cambios |
|                           | Organización Nacional de Mongolia (MNO)                             | 49.000       | 0,46         | -            | 42.892     | 0,41       | -          | 0     | Nuevo       |
|                           | Frente Popular Nacional (RJ)                                        | 46.504       | 0,44         | -            | 57.278     | 0,55       | 1          | 1     | Sin cambios |
|                           | Otros Partidos                                                      | 324.461      | 3,09         | -            | 212.047    | 2,02       |            | 0     | Sin cambios |
|                           | Candidatos independientes                                           |              |              |              | 584.629    | 5,57       | 5          | 5     | 4           |
|                           |                                                                     |              |              |              |            |            |            |       |             |
| Votos válidos             | Votos válidos                                                       | 10.560.082   | 94,91        |              | 10.487.961 | 94,94      |            |       |             |
| Votos nulos/en blanco     | Votos nulos/en blanco                                               | 566.144      | 5,09         | 559.076      | 5,06       |            |            |       |             |
| Total                     | Total                                                               | 10.166.501   | 100,00       | 110          | 11.047.037 | 100,00     | 165        | 275   | Sin cambios |
| Registrados/Participación | Registrados/Participación                                           | 17.988.570   | 61,85        |              | 17.988.570 | 61,41      |            |       |             |

### Resultado por distrito
| Circunscripción  | Diputado Elegido            | Partido | Partido                                      |
| ---------------- | --------------------------- | ------- | -------------------------------------------- |
| Achham 1         | Sher Bahadur Kunwor         |         | CPN (Socialista Unificado)                   |
| Achham 2         | Pushpa Bahadur Shah         |         | Congreso Nepalí                              |
| Arghakhanchi 1   | Top Bahadur Rayamajhi       |         | CPN (Marxista–Leninista)                     |
| Bajhang 1        | Bhanu Bhakta Joshi          |         | CPN (Socialista Unificado)                   |
| Baglung 1        | Chitra Bahadur K.C.         |         | Frente Popular Nacional                      |
| Baglung 2        | Devendra Paudel             |         | CPN (Centro Maoísta)                         |
| Baitadi 1        | Damodar Bhandari            |         | CPN (Marxista–Leninista)                     |
| Bajura 1         | Badri Prasad Pandey         |         | Congreso Nepalí                              |
| Banke 1          | Surya Prasad Dhakal         |         | CPN (Marxista–Leninista)                     |
| Banke 2          | Dhawal Shamsher Rana        |         | Partido Nacional Democrático                 |
| Banke 3          | Kishore Singh Rathore       |         | Congreso Nepalí                              |
| Bara 1           | Achyut Prasad Mainali       |         | CPN (Marxista–Leninista)                     |
| Bara 2           | Ram Sahaya Yadav            |         | Partido Socialista Popular                   |
| Bara 3           | Jwala Kumari Sah            |         | CPN (Marxista–Leninista)                     |
| Bara 4           | Krishna Kumar Shrestha      |         | CPN (Socialista Unificado)                   |
| Bardiya 1        | Sanjay Kumar Gautam         |         | Congreso Nepalí                              |
| Bardiya 2        | Lalbir Chaudhary            |         | Independiente                                |
| Bhaktapur 1      | Prem Suwal                  |         | Partido de los Trabajadores y los Campesinos |
| Bhaktapur 2      | Durlabh Thapa Chhetri       |         | Congreso Nepalí                              |
| Bhojpur 1        | Sudan Kirati                |         | CPN (Centro Maoísta)                         |
| Chitwan 1        | Hari Dhakal                 |         | Partido Nacional Independiente               |
| Chitwan 2        | Rabi Lamichhane             |         | Partido Nacional Independiente               |
| Chitwan 3        | Bikram Pandey               |         | Partido Nacional Democrático                 |
| Dadeldhura 1     | Sher Bahadur Deuba          |         | Congreso Nepalí                              |
| Dailekh 1        | Amar Bahadur Thapa          |         | CPN (Socialista Unificado)                   |
| Dailekh 2        | Dikpal Kumar Shahi          |         | Congreso Nepalí                              |
| Dang 1           | Metmani Chaudhary           |         | CPN (Socialista Unificado)                   |
| Dang 2           | Rekha Sharma                |         | CPN (Centro Maoísta)                         |
| Dang 3           | Deepak Giri                 |         | Congreso Nepalí                              |
| Darchula 1       | Dilendra Prasad Badu        |         | Congreso Nepalí                              |
| Dhading 1        | Rajendra Prasad Pandey      |         | CPN (Socialista Unificado)                   |
| Dhading 2        | Ram Nath Adhikari           |         | Congreso Nepalí                              |
| Dhankuta 1       | Rajendra Kumar Rai          |         | CPN (Marxista–Leninista)                     |
| Dhanusha 1       | Dipak Karki                 |         | Partido Socialista Popular                   |
| Dhanusha 2       | Ram Krishna Yadav           |         | Congreso Nepalí                              |
| Dhanusha 3       | Julie Kumari Mahato         |         | CPN (Marxista–Leninista)                     |
| Dhanusha 4       | Raghubir Mahaseth           |         | CPN (Marxista–Leninista)                     |
| Dolakha 1        | Ganga Karki                 |         | CPN (Centro Maoísta)                         |
| Dolpa 1          | Dhan Bahadur Buda           |         | CPN (Socialista Unificado)                   |
| Doti 1           | Prem Bahadur Ale            |         | CPN (Socialista Unificado)                   |
| Gorkha 1         | Rajendra Bajgain            |         | Congreso Nepalí                              |
| Gorkha 2         | Pushpa Kamal Dahal          |         | CPN (Centro Maoísta)                         |
| Gulmi 1          | Chandra Kant Bhandari       |         | Congreso Nepalí                              |
| Gulmi 2          | Gokarna Raj Bista           |         | CPN (Marxista–Leninista)                     |
| Humla 1          | Tshering Damdul Lama        |         | CPN (Centro Maoísta)                         |
| Ilam 1           | Mahesh Basnet               |         | CPN (Marxista–Leninista)                     |
| Ilam 2           | Subas Chandra Nemwang       |         | CPN (Marxista–Leninista)                     |
| Jajarkot 1       | Shakti Bahadur Basnet       |         | CPN (Centro Maoísta)                         |
| Jhapa 1          | Bishwa Prakash Sharma       |         | Congreso Nepalí                              |
| Jhapa 2          | Dev Raj Ghimire             |         | CPN (Unified Marxist–Leninist)               |
| Jhapa 3          | Rajendra Lingden            |         | Partido Nacional Democrático                 |
| Jhapa 4          | Lal Prasad Sawa Limbu       |         | CPN (Marxista–Leninista)                     |
| Jhapa 5          | KP Sharma Oli               |         | CPN (Marxista–Leninista)                     |
| Jumla 1          | Gyan Bahadur Shahi          |         | Partido Nacional Democrático                 |
| Kailali 1        | Ranjeeta Shrestha           |         | Partido de las Libertades Civiles            |
| Kailali 2        | Arun Kumar Chaudhary        |         | Partido de las Libertades Civiles            |
| Kailali 3        | Ganga Ram Chaudhary         |         | Partido de las Libertades Civiles            |
| Kailali 4        | Bir Bahadur Balayar         |         | Congreso Nepalí                              |
| Kailali 5        | Dilli Raj Pant              |         | Congreso Nepalí                              |
| Kalikot 1        | Mahendra Bahadur Shahi      |         | CPN (Centro Maoísta)                         |
| Kanchanpur 1     | Tara Lama Tamang            |         | CPN (Marxista–Leninista)                     |
| Kanchanpur 2     | Narayan Prakash Saud        |         | Congreso Nepalí                              |
| Kanchanpur 3     | Ramesh Lekhak               |         | Congreso Nepalí                              |
| Kapilvastu 1     | Balaram Adhikari            |         | CPN (Marxista–Leninista)                     |
| Kapilvastu 2     | Surendra Raj Acharya        |         | Congreso Nepalí                              |
| Kapilvastu 3     | Mangal Prasad Gupta         |         | CPN (Marxista–Leninista)                     |
| Kaski 1          | Man Bahadur Gurung          |         | CPN (Marxista–Leninista)                     |
| Kaski 2          | Bidya Bhattarai             |         | CPN (Marxista–Leninista)                     |
| Kaski 3          | Damodar Poudel Bairagi      |         | CPN (Marxista–Leninista)                     |
| Kathmandu 1      | Prakash Man Singh           |         | Congreso Nepalí                              |
| Kathmandu 2      | Sobita Gautam               |         | Partido Nacional Independiente               |
| Kathmandu 3      | Santosh Chalise             |         | Congreso Nepalí                              |
| Kathmandu 5      | Pradip Paudel               |         | Congreso Nepalí                              |
| Kathmandu 4      | Gagan Thapa                 |         | Congreso Nepalí                              |
| Kathmandu 6      | Shishir Khanal              |         | Partido Nacional Independiente               |
| Kathmandu 7      | Ganesh Parajuli             |         | Partido Nacional Independiente               |
| Kathmandu 8      | Biraj Bhakta Shrestha       |         | Partido Nacional Independiente               |
| Kathmandu 9      | Krishna Gopal Shrestha      |         | CPN (Marxista–Leninista)                     |
| Kathmandu 10     | Rajendra Kumar K.C.         |         | Congreso Nepalí                              |
| Kavrepalanchok 1 | Surya Man Dong              |         | CPN (Centro Maoísta)                         |
| Kavrepalanchok 2 | Gokul Prasad Baskota        |         | CPN (Marxista–Leninista)                     |
| Khotang 1        | Ram Kumar Rai               |         | CPN (Centro Maoísta)                         |
| Lalitpur 1       | Udaya Shamsher Rana         |         | Congreso Nepalí                              |
| Lalitpur 2       | Prem Bahadur Maharjan       |         | CPN (Marxista–Leninista)                     |
| Lalitpur 3       | Toshima Karki               |         | Partido Nacional Independiente               |
| Lamjung 1        | Prithivi Subba Gurung       |         | CPN (Marxista–Leninista)                     |
| Mahottari 1      | Laxmi Mahato Koiri          |         | CPN (Marxista–Leninista)                     |
| Mahottari 2      | Sharat Singh Bhandari       |         | Partido Socialista Democrático               |
| Mahottari 3      | Mahantha Thakur             |         | Partido Socialista Democrático               |
| Mahottari 4      | Mahendra Kumar Ray          |         | Congreso Nepalí                              |
| Makwanpur 1      | Deepak Bahadur Singh        |         | Partido Nacional Democrático                 |
| Makwanpur 2      | Mahesh Kumar Bartaula       |         | CPN (Marxista–Leninista)                     |
| Manang 1         | Tek Bahadur Gurung          |         | Congreso Nepalí                              |
| Morang 1         | Dig Bahadur Limbu           |         | Congreso Nepalí                              |
| Morang 2         | Rishikesh Pokharel          |         | CPN (Marxista–Leninista)                     |
| Morang 3         | Sunil Kumar Sharma          |         | Congreso Nepalí                              |
| Morang 4         | Aman Lal Modi               |         | CPN (Centro Maoísta)                         |
| Morang 5         | Yogendra Mandal             |         | Independente                                 |
| Morang 6         | Shekhar Koirala             |         | Congreso Nepalí                              |
| Mugu 1           | Aain Bahadur Shahi Thakuri  |         | Congreso Nepalí                              |
| Mustang 1        | Yogesh Gauchan Thakali      |         | Congreso Nepalí                              |
| Myagdi 1         | Kham Bahadur Garbuja        |         | Congreso Nepalí                              |
| Nawalpur 1       | Shashanka Koirala           |         | Congreso Nepalí                              |
| Nawalpur 2       | Bishnu Kumar Karki          |         | Congreso Nepalí                              |
| Nuwakot 1        | Hit Bahadur Tamang          |         | CPN (Centro Maoísta)                         |
| Nuwakot 2        | Arjun Narsingh K.C.         |         | Congreso Nepalí                              |
| Okhaldhunga 1    | Ram Hari Khatiwada          |         | Congreso Nepalí                              |
| Palpa 1          | Narayan Prasad Acharya      |         | CPN (Marxista–Leninista)                     |
| Palpa 2          | Thakur Prasad Gaire         |         | CPN (Marxista–Leninista)                     |
| Panchthar 1      | Basanta Kumar Nemwang       |         | CPN (Marxista–Leninista)                     |
| Parasi 1         | Binod Chaudhary             |         | Congreso Nepalí                              |
| Parasi 2         | Dhruba Bahadur Pradhan      |         | Partido Nacional Democrático                 |
| Parbat 1         | Padam Giri                  |         | CPN (Marxista–Leninista)                     |
| Parsa 1          | Pradeep Yadav               |         | Partido Socialista Popular                   |
| Parsa 2          | Ajay Kumar Chaurasiya       |         | Congreso Nepalí                              |
| Parsa 3          | Raj Kumar Gupta             |         | CPN (Marxista–Leninista)                     |
| Parsa 4          | Ramesh Rijal                |         | Congreso Nepalí                              |
| Pyuthan 1        | Surya Bahadur Thapa Chhetri |         | CPN (Marxista–Leninista)                     |
| Ramechhap 1      | Purna Bahadur Tamang        |         | Congreso Nepalí                              |
| Rasuwa 1         | Mohan Acharya               |         | Congreso Nepalí                              |
| Rautahat 1       | Madhav Kumar Nepal          |         | CPN (Socialista Unificado)                   |
| Rautahat 2       | Kiran Kumar Sah             |         | Independent                                  |
| Rautahat 3       | Prabhu Sah                  |         | Independent                                  |
| Rautahat 4       | Dev Prasad Timilsena        |         | Congreso Nepalí                              |
| Rolpa 1          | Barsaman Pun                |         | CPN (Centro Maoísta)                         |
| Rukum East 1     | Purna Bahadur Gharti Mangar |         | CPN (Centro Maoísta)                         |
| Rukum West 1     | Janardan Sharma             |         | CPN (Centro Maoísta)                         |
| Rupandehi 1      | Chhabilal Bishwakarma       |         | CPN (Marxista–Leninista)                     |
| Rupandehi 2      | Bishnu Prasad Paudel        |         | CPN (Marxista–Leninista)                     |
| Rupandehi 3      | Deepak Bohara               |         | Partido Nacional Democrático                 |
| Rupandehi 4      | Sarbendra Nath Shukla       |         | Partido Socialista Democrático               |
| Rupandehi 5      | Basudev Ghimire             |         | CPN (Marxista–Leninista)                     |
| Salyan 1         | Prakash Jwala               |         | CPN (Socialista Unificado)                   |
| Sankhuwasabha 1  | Deepak Khadka               |         | Congreso Nepalí                              |
| Saptari 1        | Nawal Kishore Sah Sudi      |         | Partido Socialista Popular                   |
| Saptari 2        | CK Raut                     |         | Partido Janamat                              |
| Saptari 3        | Dinesh Kumar Yadav          |         | Congreso Nepalí                              |
| Saptari 4        | Teju Lal Chaudhary          |         | Congreso Nepalí                              |
| Sarlahi 1        | Ram Prakash Chaudhary       |         | Partido Socialista Democrático               |
| Sarlahi 2        | Mahindra Rai Yadav          |         | CPN (Centro Maoísta)                         |
| Sarlahi 3        | Hari Prasad Upreti          |         | CPN (Marxista–Leninista)                     |
| Sarlahi 4        | Amresh Kumar Singh          |         | Independiente                                |
| Sindhuli 1       | Shyam Kumar Ghimire         |         | Congreso Nepalí                              |
| Sindhuli 2       | Lekh Nath Dahal             |         | CPN (Centro Maoísta)                         |
| Sindhupalchok 1  | Madhav Sapkota              |         | CPN (Centro Maoísta)                         |
| Sindhupalchok 2  | Mohan Bahadur Basnet        |         | Congreso Nepalí                              |
| Siraha 1         | Ram Shankar Yadav           |         | CPN (Marxista–Leninista)                     |
| Siraha 2         | Raj Kishor Yadav            |         | Partido Socialista Popular                   |
| Siraha 3         | Lila Nath Shrestha          |         | CPN (Marxista–Leninista)                     |
| Siraha 4         | Birendra Prasad Mahato      |         | Partido Socialista Popular                   |
| Solukhumbu 1     | Manbir Rai                  |         | CPN (Marxista–Leninista)                     |
| Sunsari 1        | Ashok Rai                   |         | Partido Socialista Popular                   |
| Sunsari 2        | Bhim Prasad Acharya         |         | CPN (Marxista–Leninista)                     |
| Sunsari 3        | Bhagwati Chaudhary          |         | CPN (Marxista–Leninista)                     |
| Sunsari 4        | Gyanendra Bahadur Karki     |         | Congreso Nepalí                              |
| Surkhet 1        | Purna Bahadur Khadka        |         | Congreso Nepalí                              |
| Surkhet 2        | Hridaya Ram Thani           |         | Congreso Nepalí                              |
| Syangja 1        | Raju Thapa                  |         | Congreso Nepalí                              |
| Syangja 2        | Dhanraj Gurung              |         | Congreso Nepalí                              |
| Tanahun 1        | Ram Chandra Paudel          |         | Congreso Nepalí                              |
| Tanahun 2        | Shankar Bhandari            |         | Congreso Nepalí                              |
| Taplejung 1      | Yogesh Bhattrai             |         | CPN (Marxista–Leninista)                     |
| Tehrathum 1      | Sita Gurung                 |         | Congreso Nepalí                              |
| Udayapur 1       | Narayan Khadka              |         | Congreso Nepalí                              |
| Udayapur 2       | Ambar Bahadur Rayamajhi     |         | CPN (Marxista–Leninista)                     |

### Resultados por provincia

#### Listas de partidos
| Province      | UML   | NC    | MC    | RSP   | RPP   | PSP   | JP    | US   | NUP   | LSP  | Otros |      |
| ------------- | ----- | ----- | ----- | ----- | ----- | ----- | ----- | ---- | ----- | ---- | ----- | ---- |
| Province      | Koshi | 32.90 | 28.45 | 9.67  | 11.01 | 6.68  | 2.73  | 0.96 | 2.37  | 0.58 | 0.31  | 4.34 |
| Madhesh       | 17.49 | 20.46 | 8.46  | 3.43  | 3.23  | 14.05 | 13.95 | 5.04 | 1.93  | 5.15 | 6.81  |      |
| Bagmati       | 26.39 | 23.24 | 13.03 | 18.72 | 8.81  | 0.37  | 0.21  | 2.49 | 0.13  | 0.10 | 6.51  |      |
| Gandaki       | 32.00 | 30.80 | 10.68 | 17.44 | 3.82  | 0.27  | 0.19  | 0.94 | 0.16  | 0.03 | 3.67  |      |
| Lumbini       | 26.82 | 24.69 | 9.51  | 11.36 | 5.85  | 2.87  | 3.71  | 1.38 | 5.97  | 2.39 | 5.45  |      |
| Karnali       | 31.20 | 30.82 | 23.08 | 3.44  | 3.28  | 0.24  | 0.07  | 4.35 | 0.04  | 0.10 | 3.38  |      |
| Sudurpashchim | 29.42 | 30.83 | 12.53 | 4.94  | 4.32  | 0.22  | 0.10  | 3.57 | 10.91 | 0.29 | 2.87  |      |

#### Por distrito
| Province      | Total | Escaños ganados | Escaños ganados | Escaños ganados | Escaños ganados | Escaños ganados | Escaños ganados | Escaños ganados | Escaños ganados | Escaños ganados | Escaños ganados | Escaños ganados | Escaños ganados | Escaños ganados |  |   |
| Province      | Total | NC              | UML             | MC              | US              | RSP             | RPP             | PSP             | LSP             | NUP             | JP              | NWPP            | RJM             | Ind             |  |   |
| ------------- | ----- | --------------- | --------------- | --------------- | --------------- | --------------- | --------------- | --------------- | --------------- | --------------- | --------------- | --------------- | --------------- | --------------- |  | - |
| Province      | Total | Koshi           | 28              | 9               | 13              | 3               |                 |                 | 1               | 1               |                 |                 |                 |                 |  | 1 |
| Madhesh       | 32    | 8               | 9               |                 | 2               |                 |                 | 6               | 3               |                 | 1               |                 |                 | 3               |  |   |
| Bagmati       | 33    | 13              | 4               | 5               | 1               | 7               | 2               |                 |                 |                 |                 | 1               |                 |                 |  |   |
| Gandaki       | 18    | 10              | 5               | 2               |                 |                 |                 |                 |                 |                 |                 |                 | 1               |                 |  |   |
| Lumbini       | 26    | 5               | 11              | 4               | 1               |                 | 3               |                 | 1               |                 |                 |                 |                 | 1               |  |   |
| Karnali       | 12    | 4               |                 | 4               | 3               |                 | 1               |                 |                 |                 |                 |                 |                 |                 |  |   |
| Sudurpashchim | 16    | 8               | 2               |                 | 3               |                 |                 |                 |                 | 3               |                 |                 |                 |                 |  |   |
| Total         | 165   | 57              | 44              | 18              | 10              | 7               | 7               | 7               | 4               | 3               | 1               | 1               | 1               | 5               |  |   |

## Secuelas
Hubo 12 partidos políticos que estuvieron representados en la Cámara de Representantes después de la elección. Solo siete partidos alcanzaron el umbral del tres por ciento establecido en la votación proporcional para convertirse en partidos nacionales.
El Congreso Nepalí emergió como el partido más grande después de las elecciones ganando 89 escaños. La Alianza de Izquierda Democrática ganó 136 escaños en las elecciones, pero no logró la mayoría por dos escaños. La alianza estaba en conversaciones con el Partido Janamat y el Partido Nagrik Unmukti para obtener la mayoría en la Cámara de Representantes.
El CPN (UML) ganó 78 escaños en las elecciones y fue el segundo partido más grande en la Cámara de Representantes. Sin embargo, el partido obtuvo la mayor cantidad de votos en el sistema proporcional de listas de partidos.